# Eishockey-Europapokal 1979/80
Der Eishockey-Europapokal in der Saison 1979/80 war die 15. Austragung des gleichnamigen Wettbewerbs durch die Internationale Eishockey-Föderation IIHF. Der Wettbewerb wurde in mehreren Runden vom 16. Oktober 1979 bis 24. August 1980 ausgetragen. Insgesamt nahmen 16 Mannschaften aus 16 Nationen daran teil. Der 15. Europapokalsieger wurde die sowjetische Mannschaft von ZSKA Moskau, die sich im Finalturnier gegen Tappara Tampere, Slovan ChZJD Bratislava und MoDo AIK Örnsköldsvik durchsetzte.

## Modus und Teilnehmer
Die Landesmeister des Spieljahres 1978/79 der europäischen Mitglieder der IIHF waren für den Wettbewerb qualifiziert. Das Turnier wurde im K.-o.-System mit zwei Spielen pro Runde ausgetragen. Dabei wurden jeweils ein Hin- und ein Rückspiel ausgetragen. Diejenige Mannschaft, welche mehr Spiele gewann, rückte in die nächste Runde vor. Gegebenenfalls wurde ein zusätzliches Penaltyschießen ausgetragen, um den Rundensieger zu ermitteln.
| - HC Bozen - SC Dynamo Berlin - EC Klagenfurter AC - Vojens IK Haderslev - Spartak-Lewski Sofia - Ferencváros Budapest - CH Casco Viejo Bilbao - Chamonix Hockey Club | - SC Bern (für die 2. Runde gesetzt) - Kölner EC (für die 2. Runde gesetzt) - HK Olimpija Ljubljana (für die 2. Runde gesetzt) - Feenstra Flyers Heerenveen (für die 2. Runde gesetzt) | - Tappara Tampere (für die 3. Runde gesetzt) - MoDo AIK Örnsköldsvik (für die 3. Runde gesetzt) - Slovan ChZJD Bratislava (für die 3. Runde gesetzt) - ZSKA Moskau (Titelverteidiger; für die 3. Runde gesetzt) |

## Turnier

### 1. Runde
Die Spiele der ersten Runde wurden am 16. und 25. Oktober 1979 ausgetragen. Acht Mannschaften spielten die vier Qualifikanten für die zweite Runde aus.
|                      |                       | Gesamt | 1. Spiel | 2. Spiel |
| -------------------- | --------------------- | ------ | -------- | -------- |
| Spartak-Lewski Sofia | Ferencváros Budapest  | 6:3    | 5:2 1    | 1:1 2    |
| SC Dynamo Berlin     | Vojens IK Haderslev   | 23:4   | 14:2     | 9:2      |
| HC Bozen             | EC Klagenfurter AC    | 11:9   | 5:7      | 6:2      |
| Chamonix Hockey Club | CH Casco Viejo Bilbao | 20:4   | 12:4     | 8:0      |

|  | Vojens IK Haderslev | 2:14 (0:1, 0:5, 2:8) Spielbericht | SC Dynamo Berlin Friedhelm Bögelsack (6 Tore) Detlef Radant (2) Dietmar Peters Frank Proske Klaus Schröder Harald Kuhnke Gerhard Müller Joachim Lempio |  |

|  | SC Dynamo Berlin Klaus Schröder (3.) Joachim Lempio (6.) Detlef Radant (15., 20.) Frank Proske (27.) Frank Möller (31.) Frank Proske (36., 37.) Dietmar Peters (59.) | 9:2 (4:1, 4:1, 1:0) Spielbericht | Vojens IK Haderslev Schmidt-Petersen (1.) Kahl (30.) | Berlin |

### 2. Runde
Die Spiele der zweiten Runde wurden am 7. und 22. November 1979 ausgetragen. Die vier Sieger der ersten Runde sowie die vier gesetzten Teilnehmer –  Kölner EC,  SC Bern,  HK Olimpija Ljubljana und  Feenstra Flyers Heerenveen – spielten die vier Qualifikanten für die dritte Runde aus.
|                            |                      | Gesamt | 1. Spiel | 2. Spiel |
| -------------------------- | -------------------- | ------ | -------- | -------- |
| Kölner EC                  | HC Bozen             | 17:10  | 9:6      | 8:4      |
| SC Bern                    | SC Dynamo Berlin     | 7:14   | 2:9      | 5:5      |
| HK Olimpija Ljubljana      | Spartak-Lewski Sofia | 19:11  | 8:5      | 11:6     |
| Feenstra Flyers Heerenveen | Chamonix Hockey Club | 17:5   | 9:2      | 8:3      |

| 9. November 1979 | SC Bern Serge Martel (15.) Lauri Mononen (45.) | 2:9 (1:1, 0:4, 1:4) Spielbericht | SC Dynamo Berlin Dietmar Peters (3.) Gerhard Müller (27.) Reinhardt Fengler (31.) Joachim Lempio (33.) Dieter Frenzel (37.) Friedhelm Bögelsack (42.) Rainer Patschinski (45.) Friedhelm Bögelsack (47.) Detlef Radant (57.) | Bern Zuschauer: 6.700 |

| 27. November 1979 18:00 Uhr | SC Dynamo Berlin Friedhelm Bögelsack (7.) Wolfgang Unterdörfel (11.) Gerhard Müller (33.) Rainer Patschinski (57.) Gerhard Müller (58.) | 5:5 (2:0, 1:3, 2:2) Spielbericht | SC Bern Rolf Mäusli (22.) Riccardo Fuhrer (35.) Roland Dellsperger (39.) Pfeufi (44.) Lauri Mononen (60.) | Eishalle des Sportforums, Berlin |

### 3. Runde
Die Spiele der dritten Runde wurden zwischen November 1979 und Januar 1980 ausgetragen. Die vier Sieger der zweiten Runde sowie die vier gesetzten Teilnehmer –  Tappara Tampere,  MoDo AIK Örnsköldsvik,  Slovan ChZJD Bratislava und der Titelverteidiger  ZSKA Moskau – spielten die vier Qualifikanten für das Finalturnier aus.
|                            |                         | Gesamt  | 1. Spiel | 2. Spiel             |
| -------------------------- | ----------------------- | ------- | -------- | -------------------- |
| Feenstra Flyers Heerenveen | Slovan ChZJD Bratislava | 10:17 1 | 1:11     | 9:6                  |
| HK Olimpija Ljubljana      | ZSKA Moskau             | 4:20    | 2:7      | 2:13                 |
| SC Dynamo Berlin           | MoDo AIK Örnsköldsvik   | 9:13    | 5:5      | 4:8                  |
| Kölner EC                  | Tappara Tampere         | 11:16 2 | 5:6      | 6:10 (2:4, 2:4, 0:2) |

|  | Feenstra Flyers Heerenveen Leo Koopmans | 1:11 (0:4, 0:3, 1:4) | Slovan ChZJD Bratislava Miroslav Miklošovič (3) Ján Jaško (2) Dušan Pašek Karol Morávek Jiří Kodet Dárius Rusnák Marián Bezák Jozef Bukovinský | Heerenveen |

|  | Feenstra Flyers Heerenveen Kouwnhoven (2) Van Veeren (2) Jack de Heer (2) Brian de Bruyn De Mota Leo Koopmans | 9:6 (1:3, 4:1, 4:2) | Slovan ChZJD Bratislava Ján Jaško (2) Dušan Pašek Peter Šťastný Dárius Rusnák I. Černý | Heerenveen |

| 27. Dezember 1979 | SC Dynamo Berlin Friedhelm Bögelsack (17.) Harald Kuhnke (21., 43.) Jürgen Breitschuh (52.) Dieter Frenzel (59.) | 5:5 (1:1, 1:1, 3:3) Spielbericht | MoDo AIK Örnsköldsvik Ulf Thors (4.) Ulf Norberg (25.) Sture Andersson (56.) Ulf Ingvarsson (58.) Roger Lindström (60.) | Berlin Zuschauer: 2.500 |

| 3. Januar 1980 | MoDo AIK Örnsköldsvik | 8:4 (3:1, 4:3, 1:0) Spielbericht | SC Dynamo Berlin Wolfgang Unterdörfel (2) Dieter Frenzel Friedhelm Bögelsack | Örnsköldsvik |

### Finalturnier
Das Finalturnier wurde vom 21. bis 24. August 1980 im österreichischen Innsbruck ausgetragen. Die Spiele fanden in der 7.800 Zuschauer fassenden Olympiahalle statt.
| 21. August 1980 | ZSKA Moskau | 8:0 (2:0, 2:0, 4:0) | Tappara Tampere | Olympiahalle, Innsbruck |

| 21. August 1980 | Slovan ChZJD Bratislava | 8:4 (2:1, 3:2, 3:1) | MoDo AIK Örnsköldsvik | Olympiahalle, Innsbruck |

| 22. August 1980 | Tappara Tampere | 10:2 (2:1, 4:0, 4:1) | Slovan ChZJD Bratislava | Olympiahalle, Innsbruck |

| 22. August 1980 | MoDo AIK Örnsköldsvik | 1:7 (1:2, 0:3, 0:2) | ZSKA Moskau | Olympiahalle, Innsbruck |

| 24. August 1980 | MoDo AIK Örnsköldsvik | 3:13 (0:3, 2:6, 1:4) | Tappara Tampere | Olympiahalle, Innsbruck |

| 24. August 1980 | ZSKA Moskau | 11:1 (4:0, 3:0, 4:1) | Slovan ChZJD Bratislava | Olympiahalle, Innsbruck |

| Pl. |                         | Sp | S | U | N | Tore  | Punkte |
| 1.  | ZSKA Moskau             | 3  | 3 | 0 | 0 | 26:02 | 6:0    |
| 2.  | Tappara Tampere         | 3  | 2 | 0 | 1 | 23:13 | 4:2    |
| 3.  | Slovan ChZJD Bratislava | 3  | 1 | 0 | 2 | 11:25 | 2:4    |
| 4.  | MoDo AIK Örnsköldsvik   | 3  | 0 | 0 | 3 | 08:28 | 0:6    |

#### Beste Scorer
Abkürzungen: G = Tore, A = Assists, Pts = Punkte; Fett: Turnierbestwert
| Spieler              | Team    | G | A | Pts |
| -------------------- | ------- | - | - | --- |
| Jari Lindgren        | Tampere | 1 | 7 | 8   |
| Sergei Makarow       | Moskau  | 4 | 3 | 7   |
| Erkki Lehtonen       | Tampere | 3 | 4 | 7   |
| Wladimir Krutow      | Moskau  | 4 | 1 | 5   |
| Nikolai Drosdezki    | Moskau  | 4 | 1 | 5   |
| Alexander Lobanow    | Moskau  | 2 | 3 | 5   |
| Pertti Koivulahti    | Tampere | 2 | 3 | 5   |
| Boris Michailow      | Moskau  | 2 | 3 | 5   |
| Wjatscheslaw Anissin | Moskau  | 0 | 5 | 5   |
| Juha Nurmi           | Tampere | 4 | 0 | 4   |

### Siegermannschaft
| Europapokalsieger ZSKA Moskau | Torhüter: Wladislaw Tretjak, Alexander Tyschnych Verteidiger: Sergei Babinow, Wjatscheslaw Fetissow, Sergei Gimajew, Alexei Kassatonow, Wladimir Luttschenko, Sergei Starikow, Alexei Woltschenkow Angreifer: Wjatscheslaw Anissin, Waleri Charlamow, Nikolai Drosdezki, Irek Gimajew, Nikolai Golyschew, Wladimir Krutow, Gennadi Kurdin, Alexander Lobanow, Sergei Makarow, Boris Michailow, Wiktor Schluktow, Alexander Sybin, Michail Wassiljew, Alexander Woltschkow Cheftrainer: Wiktor Tichonow |